# Капрекар, Даттарая Рамчандра
Даттарая Рамчандра Капрекар (англ. Dattaraya Ramchandra Kaprekar; род. 17 января 1905 — ум. 1986) — индийский математик, известный своими успехами в занимательной математике.

## Биография
Родился в штате Махараштра.
Получил среднее образование в Тхане.
В 1929 году получил степень бакалавра в Мумбайском университете.
С 1930 по 1962 год работал школьным учителем в городе Насик на западе Индии.

## Математические открытия и исследования

### Постоянная Капрекара
В 1949 году открыл одно из свойств числа 6174. Впоследствии это было названо постоянной Капрекара.

### Числа харшад
Числа харшад — натуральные числа, делящиеся на сумму своих цифр без остатка. Слово «харшад» происходит от санскритского IAST: harṣa ‘великая радость’

### Самопорождённые числа
Впервые описаны Капрекаром в 1949 году.